# Paroujr Sewak

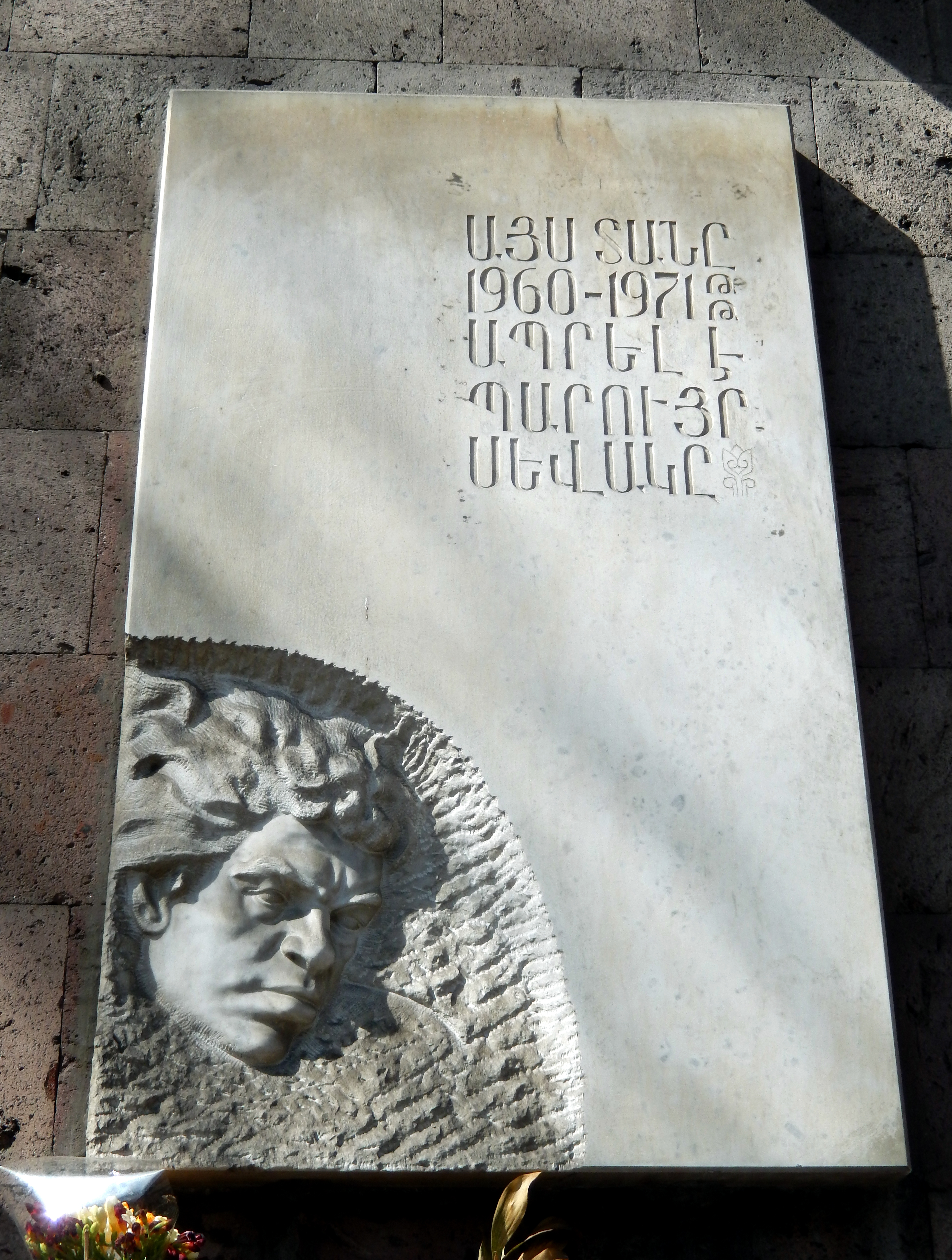
Paroujr Sewaks Gedenkstein an der Kasjan-Straße in Jerewan

Paroujr Sewak (armenisch Պարույր Սևակ, russisch Паруйр Севак); (* 24. Januar 1924 als Paroujr Rafajeli Ghasarjan (armenisch Պարույր Ռաֆայելի Ղազարյան, russisch Паруйр Рафаэлович Казарян Parujr Rafaelowitsch Kasarjan) in Tschanachtschin im Ararat-Rajon bei Jerewan; † 17. Juni 1971 in Jerewan) war ein armenisch-sowjetischer Dichter und Literaturwissenschaftler.

## Leben
Paroujr, Sohn Rafajel Ghasarjans und seiner Frau Anahit geb. Soghomonjan, studierte nach dem Schulabschluss 1940 an der Staatlichen Universität Jerewan (JerGU) in der Abteilung für armenische Sprache und Literatur der philologischen Fakultät. Nach dem Abschluss 1945 begann er die Aspirantur an der Akademie der Wissenschaften der Armenischen Sozialistischen Sowjetrepublik. Paroujrs erste Gedichte erschienen in der Zeitschrift Sowjetische Literatur. In der Redaktion riet man ihm, ein Pseudonym zu benutzen, da sein Familienname Ghasarjan nicht zu einem Dichter passe. Nach dem bewunderten Ruben Sewak wählte er Paroujr Sewak als sein Pseudonym. Der Gedichtband Es herrschen die Unsterblichen wurde 1948 veröffentlicht. Er heiratete seine Studienkollegin Maja Awagjan und bekam einen Sohn. Eine Scheidung erfolgte nach einigen Jahren.
Paroujr ging 1951 nach Moskau und studierte am Maxim-Gorki-Literaturinstitut. Er heiratete Nina Menagarischwili und bekam zwei Söhne. 1955 schloss er das Studium und lehrte nun dort und arbeitete als Übersetzer bis 1959. 1954 erschien der Gedichtband Wege der Liebe und 1957 Wieder mit Dir. 1959 schuf er zum Völkermord an den Armeniern 1915 das Versepos Der nie verstummende Glockenturm, dessen Hauptfigur der Komponist Komitas ist und das von Grigor Chandschjan illustriert wurde. Paroujrs Eltern waren damals aus dem türkischen Westarmenien geflohen.

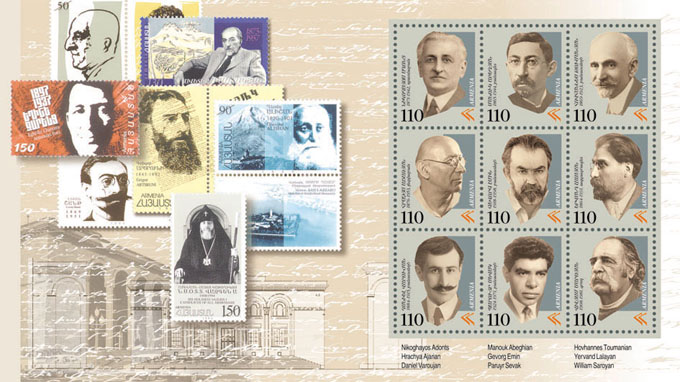
Briefmarke der armenischen Post (2000) mit Adonz, Abeghjan, Tumanjan, Adscharjan, Emin, Lalajan, Waruschan, Sewak und Saroyan

1960 kehrte Paroujr nach Jerewan zurück. 1963–1971 arbeitete er als Oberassistent im Abeghjan-Institut für Literatur. Daneben war er Sekretär der armenischen Schriftstellerunion. 1963 erschien der Gedichtband Der Mensch auf der Handfläche und 1969 Es werde Licht! 1965 zum 50. Jahrestag des Völkermords an den Armeniern schuf er das Gedicht Die dreistimmige Liturgie. Er übersetzte ins Armenische Werke von Puschkin, Lermontow, Jessenin, Blok, Janka Kupala, Rainis, Brjussow, Abaschidse, Majakowski, Mieželaitis und von ungarischen Dichtern neben anderen.
1966–1970 war Paroujr Abgeordneter des Obersten Sowjets der UdSSR. 1967 wurde er zum Doktor der Wissenschaften promoviert. 1968 wurde er in den Obersten Sowjet der Armenischen Sozialistischen Sowjetrepublik gewählt.
1971 bei der Heimfahrt nach Jerewan wurden Paroujr und seine Frau durch einen Zusammenstoß mit einem Lastwagen getötet. Da Paroujr sich früher kritisch über die Korruption geäußert hatte, wird vermutet, dass der Unfall vom KGB arrangiert wurde. Paroujr und seine Frau wurden im Hof seines Geburtshauses begraben, das jetzt Museum ist.
Junna Petrowna Moriz widmete 1983 den ersten Teil ihres Armenien-Gedichts dem Dichter Paroujr Sewak, während der zweite Teil dem Maler Minas Awetissjan gewidmet ist.

## Ehrungen
- Medaille für Auszeichnung der Arbeit (1956)
- Orden des Roten Banners der Arbeit (1967)